# Caper Chase
Caper Chase (Homero el profesor en Hispanoamérica y Vida de tunante en España) es un episodio perteneciente a la vigesimoctava temporada de la serie animada Los Simpson, emitido originalmente el 2 de abril de 2017 en EE. UU. El episodio fue escrito por Jeff Westbrook y dirigido por Lance Kramer.

## Sinopsis
Decepcionado en Yale, el Sr. Burns decide iniciar su propia universidad con fines de lucro y Homero es contratado como profesor.